# Vino de Chile

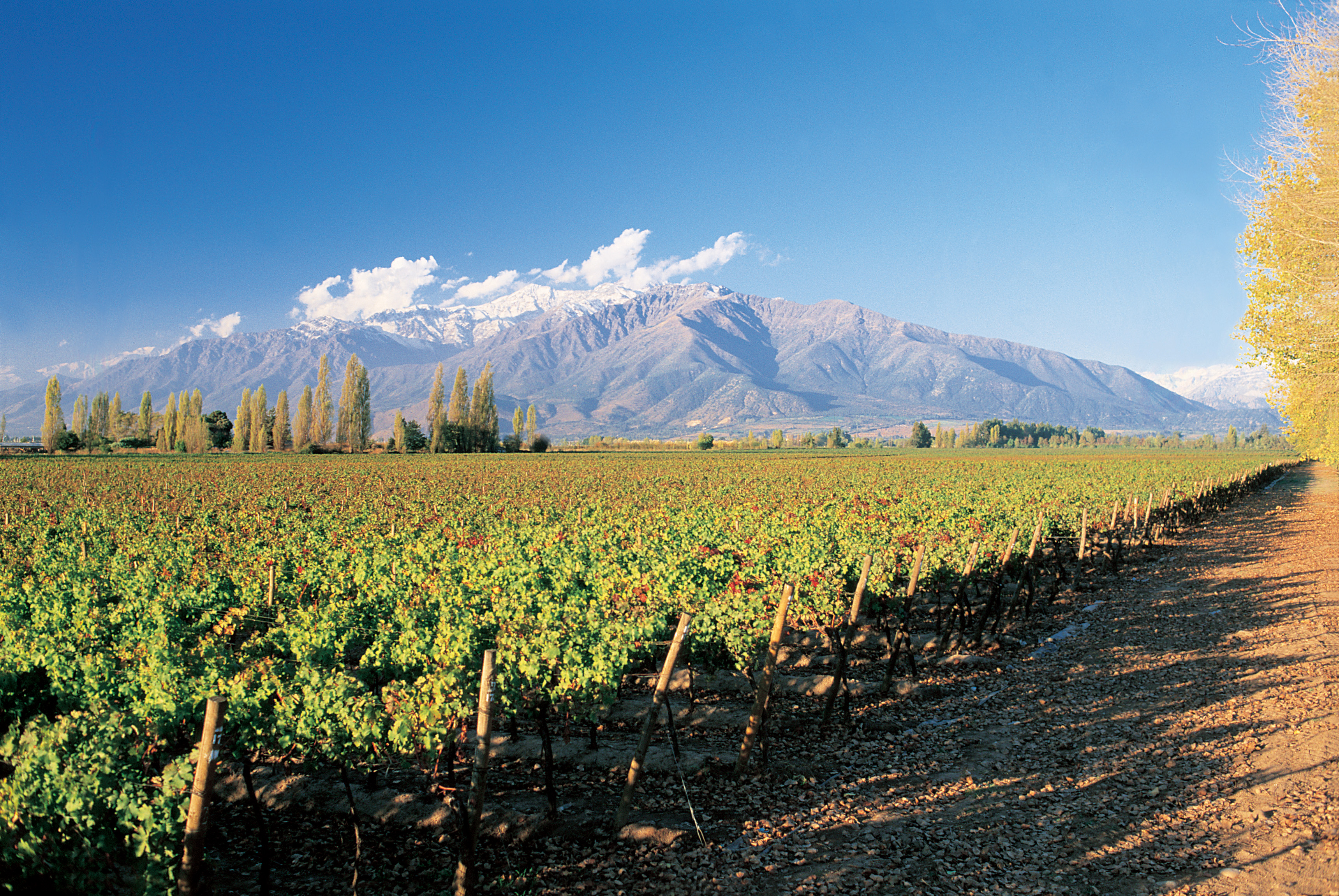
Viñedo chileno con vista de los cerros cordilleranos.

En rojo, el "Chile Antiguo" dentro de la Capitanía General de Chile durante la época colonial (límites de acuerdo a la historiografía chilena).

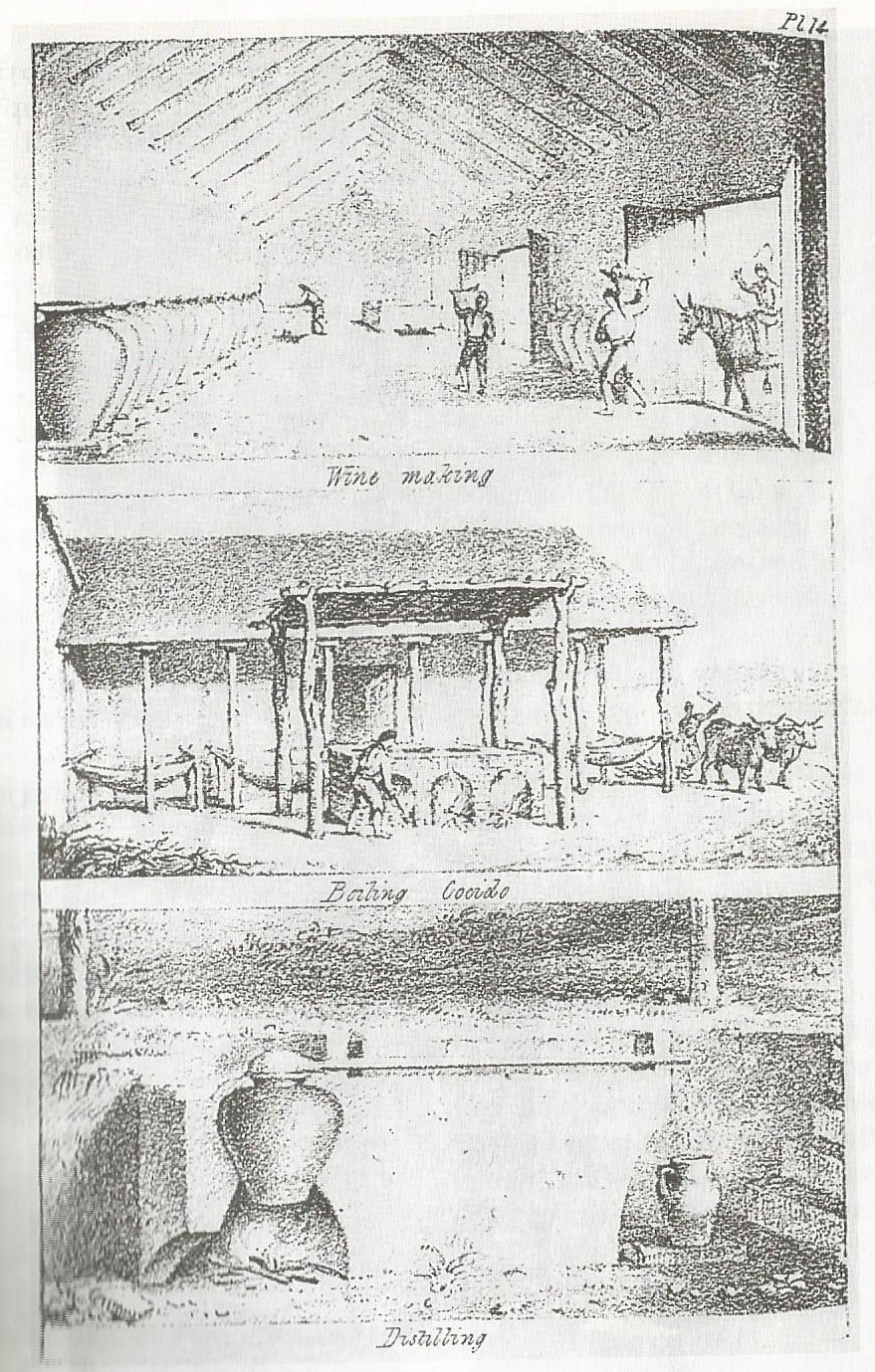
Técnicas de elaboración de piscos y vinos según observaciones del explorador Myers.

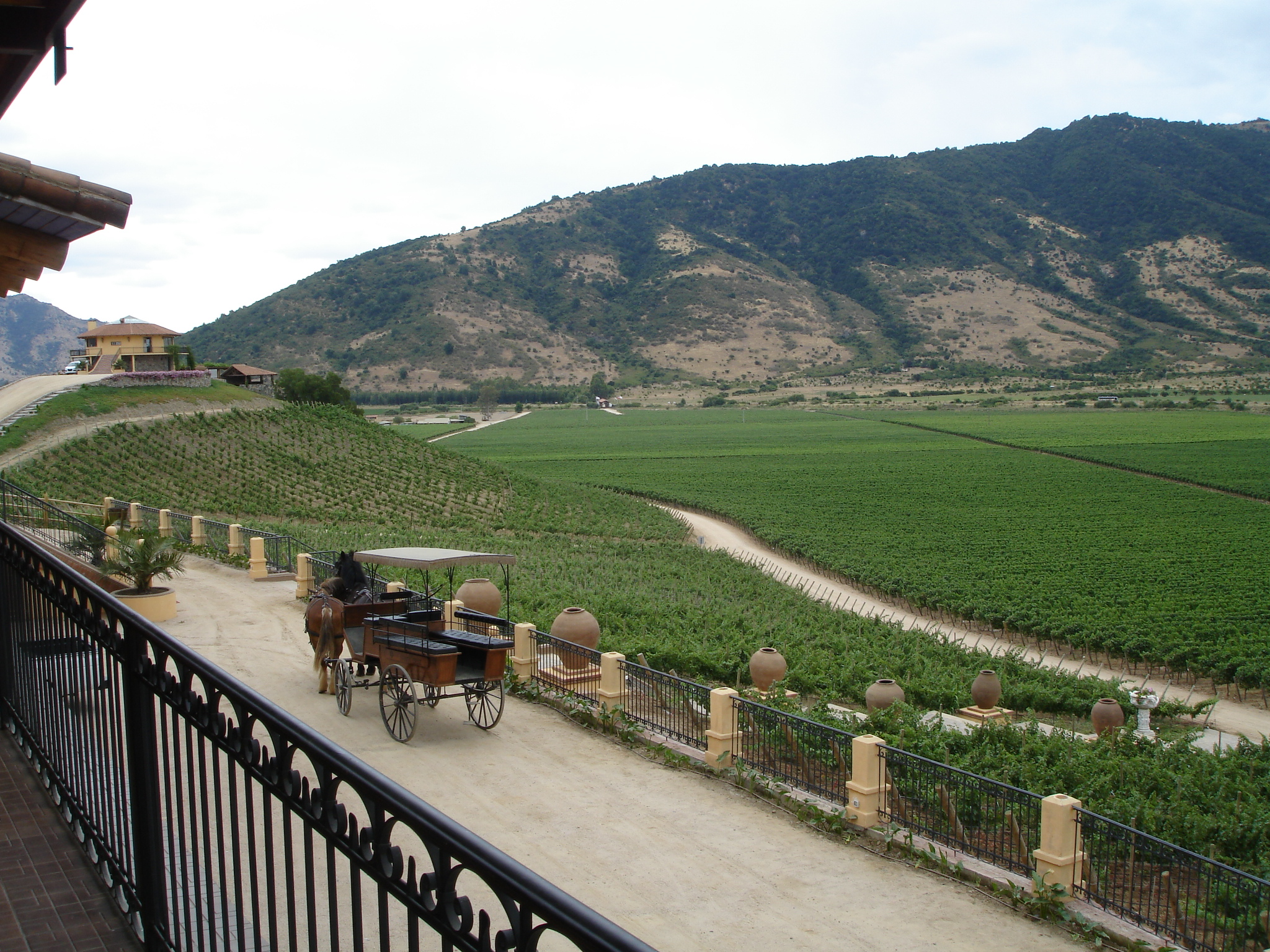
Viña Santa Cruz

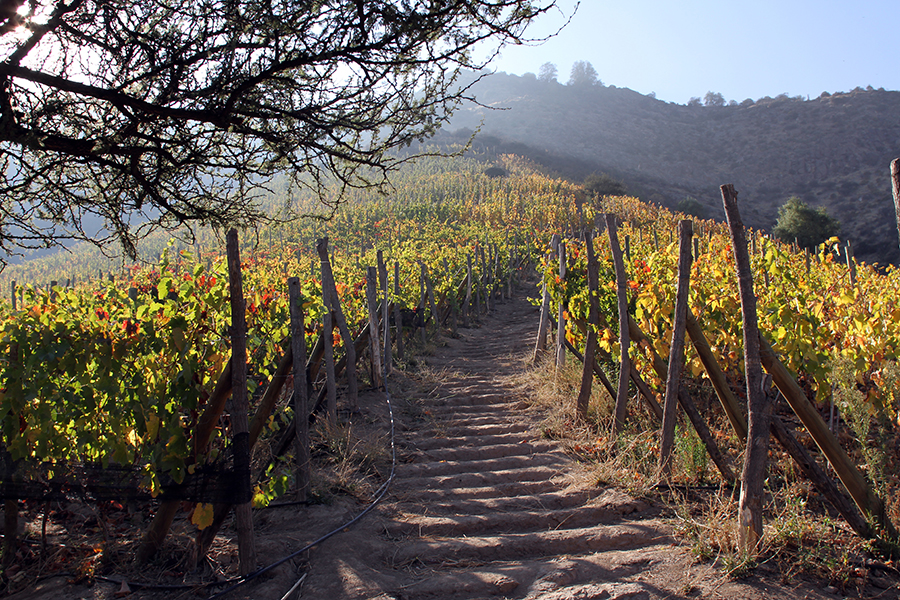
Viñedo en Alto Maipo Viña Undurraga

El vino de Chile se produce regularmente desde el siglo XIX. Sin embargo, su calidad ha venido en aumento a partir de las últimas décadas del siglo XX, con la apertura de los lazos comerciales entre las compañías vinícolas locales y los enólogos y viñedos franceses y estadounidenses. Desde entonces, varios vinos chilenos han escalado posiciones hasta situarse entre los mejores del mundo. Ejemplo de aquello es la producción del galardonado mejor cabernet. La industria vitivinícola chilena se posiciona como la duodécima productora mundial y lidera como la primera exportadora de América y el hemisferio sur, siendo la cuarta a nivel mundial.
Los viñedos en Chile más reconocidos se concentran en la zona centro del país: Maipo, Maule, Curicó, Rapel, Cachapoal, Itata, Biobío, Aconcagua, Marga-Marga, San Antonio, Colchagua y la más reciente Casablanca para vinos blancos. Se cultivan principalmente variedades de uvas francesas, refinando los ensambles y las técnicas de maduración con muy buenos resultados.
Desde su instauración en 2015, el Día Nacional del Vino se ha celebrado en el país cada 4 de septiembre.

## Historia

### Historia del vino en América
Hernán Cortés, marqués del Valle de Oaxaca y conquistador del Imperio azteca, fue el principal promotor del cultivo de la vid, ordenando traer desde la isla de Cuba semillas y plantas de la Vitis vinifera específicamente la Listan prieto proveniente de España, siendo el virreinato de Nueva España el primer sitio de la América continental en cultivarse viñedos y producirse vinos para consumo.
El 20 de marzo de 1524, Cortés firmó un decreto donde se ordenaba que todos los españoles con encomiendas debían plantar anualmente mil viñas españolas y autóctonas por cada cien indígenas a su servicio para lograr una hibridación rápida en las nuevas tierras. De Nueva España, se propagó por América Central y California.
El marqués Francisco Pizarro, conquistador del Tawantinsuyo, hizo lo propio introduciendo la vid en el virreinato del Perú, principalmente en la capitanía general de Chile, en las zonas de Copiapó y Coquimbo y en la gobernación del Tucumán, posteriormente en la provincia de Charcas (hoy Bolivia y parte de Paraguay).

### Historia del vino chileno

#### Orígenes (1547 hasta mediados de 1850)
Rodrigo de Araya es consignado como el primer viticultor de Chile por el Acta de Fundación del Vino Chileno, descubierta en el Archivo de Indias por el historiador José Toribio Medina. "Hay viñas y en ninguna parte de las Indias se ha dado tan buena uva como en esta tierra; hácese muy buen vino. El primer hombre que lo hizo fue un vecino que se dice Rodrigo de Araya, y así mismo fue el primero que trajo trigo a esta tierra" La historia del vino chileno se remonta a las primeras vides fueron introducidas en la Capitanía General de Chile entre 1541 y 1554. De acuerdo al científico francés Claudio Gay, las primeras viñas llegaron al Reino de Chile, vía Lima, se plantaron en la ciudad de La Serena antes de 1547, prosperando y se multiplicandose con mucha rapidez, siendo la primera cosecha en 1551 por los conquistadores españoles y encomenderos Francisco de Aguirre y Pedro de Cisternas en el valle de Elqui y luego en el valle de Limarí.luego fue llevada los alrededores de Santiago. Las crónicas también citan a Diego García de Cáceres, quien en 1554 habría sembrado viñas en Santiago. Igualmente, por un reclamo del cabildo de Santiago, ante la necesidad de producir vino, en 1555, Juan Jufré y Montesa se dedica a producir uva en sus tierras.
En 1576 las tierras del sector de Pachingo en el Valle de Limarí fueron cedidas como merced por el Gobernador del Reino de Chile Don Rodrigo de Quiroga Al Noble Don Vasco Hernández Godínez en nombre del Rey Don Felipe II de España también fue Fundador y genearca de la Familia Galleguillos en América 
En testamento fechado en San Bartolomé de La Serena el 20 de marzo de 1592, Declara ser propietario entre otros de viñas en su Hacienda de Pachingo, para producción de vino y Alambiques para producir aguardientes. Estas viñas eran trabajadas por sus encomiendas de Pachingo y Huasco. También por negros esclavos e indígenas.
El 24 de abril de 1695, en su Hacienda de Pachingo, el nieto de don Vasco Hernández Godínez, Don Antonio Gómez de Galleguillos Maestre de campo y encomendero, además de uno más grandes terratenientes del Valle de Limarí aquí también afirma ser poseedor de las estancias de La Punta, El Sauce, Yerbas Buenas, Ramadillas, El Totoral, Guasha Macho, Quebrada Seca, Los Algarrobos tierras colindantes con Pachingo.poseía una viña, importante para la época, la cual contaba con un viñedo de más de 5.140 Plantas y 20 parronales, La producción de vino y aguardiente se realizaba en un bodegón o bodega bastante bien habilitado, tanto en su construcción como en los implementos y herramientas necesarias para la vendimia. Contaba con lagares, alambiques, birques para enfriar cocidos, piquera y una abundante cantidad de vasijas y tinajas de diversas medidas y calidades, algunas de ellas para preparar vinagres.
Tras el fallecimiento en 1695 de Antonio Gómez de Galleguillos sus hijos Pedro, Gabriel, Álvaro y Juan Antonio de Galleguillos y Riberos de Castilla mantendrán la propiedad, donde aparte de seguir elaborando vino y aguardientes comenzaran también a elaborar un vino generoso en de moscateles tipo Málaga los cuales eran exportados por su Pariente Don Pedro Cortés Monroy y Zabala, I Marqués de Piedra Blanca de Guana y Guanilla  quien fuera uno de los principales gestores del auge del comercio que a partir de alrededor de 1680 se incentivan las exportaciones de vinos y de aguardientes a Perú y Alto Perú, hoy Bolivia. Este intercambio comercial aumentó gracias al aumento de la demanda por la apertura y auge de los nuevos mercados mineros como Porco, Potosí e incluso Cochabamba; el Marqués era un importante estanciero dueño de Piedrablanca, Guana, Guanillas en el Valle del Limarí  y en Los Choros, Cutún y Quilacán en Valle del Elqui; su chacra de Quilacán,  cerca de La Serena (Chile),  funcionaba como centro de acopio para los vinos y aguardientes junto a otros productos provenientes de sus propiedades agrícolas  los cuales eran exportados hacia los puertos del Callao y Arica  rumbo al Virreinato del Perú para ser comercializados en estos centros mineros
Este auge también será aprovechado por la Compañía de Jesús establecida en 1676 en San Bartolomé de La Serena , Hacienda de la Compañía en el Valle del Elqui  y adquieren en 1755 por remate la Estancia de Quiles en el Valle del Limarí de una superficie de 181.440 cuadras castellanas (aproximadamente 220.000 Hectáreas) en estas propiedades se producían Vinos y Aguardientes. y diferentes productos agropecuarios los cuales eran exportados a Lima, Callao, Guayaquil, Potosí, Paraguay, Panamá y Buenos Aires.  siendo los Jesuitas junto a los Franciscanos, fueron quienes llevaron las cepas moscatel, albilla y torrontés junto a nuevas metodologías y tecnologías al entonces Corregimiento de Cuyo en la actual Argentina, Estas técnicas fueron rápidamente difundidas y asimiladas al otro lado de la cordillera de los andes, comenzando alrededor de 1740  a aparecer en testamentos e inventarios del Corregimiento de Cuyo  lugar donde se propagó a todo el Noroeste Argentino.
En testamento fechado el 28 de enero de 1643, señala poseer entre sus bienes una bodega con capacidad de más de 1300 arrobas castellanas  (1 arroba=11,5 litros, aproximadamente, algo así como 15 000 litros anuales), junto ello señala ser propietario de lagares de ladrillo, alambiques, birques, vasijas y todo los elementos necesarios para la elaboración de vinos y destilación de aguardientes.  Pizarro del Pozo además fue pionero al introducir las variedades moscatel,  albilla  y torrontés con las destacó como elaborador de un vino generoso en de moscateles tipo Málaga como los producidos por su familia en su Andalucía  natal. será este el origen del vino con denominación de origen pajarete del Norte Chico de Chile.
En el siglo XVIII alrededor de 1785  el hacendado y encomendero don Gerónimo Ramos de Torres y de Aguirre originario de San Bartolomé de La Serena lugar donde su familia había ocupado importantes cargos en el cabildo de esta ciudad, pasó a residir en elFundo Rosqui del Valle del Carmen o Valle de los Españoles en el actual Valle del Huasco es él quien introduce desde su ciudad natal la cepa moscatel y la técnica del “asoleo”,-técnicas traídas a Chile por el Andaluz Pizarro del Pozo a comienzos del siglo XVI - produciendo un vino generoso que darán origen a sus famosos vinos pajaretes del Huasco y cuyos análogos más conocidos en el mundo son el Marsala  (Italia), Jerez (España), el Oporto, el Madeira (Portugal), y el Banyuls (Francia).
La vid encontró en el Corregimiento de Coquimbo y en la zona central en Chile un hábitat ideal, por su clima mediterráneo de inviernos lluviosos y veranos calurosos, y su producción fue creciendo, llegando al punto que el rey Felipe II de España decretó prohibir nuevas plantaciones; la prohibición duró hasta 1678. Otra prohibición se decretó durante el régimen napoleónico en España, a comienzos del siglo XIX, al considerar que el vino producido en Chile competía en precio con el producido en España. Hay que agregar también la producción de aguardiente de uvas, destilado que podía alcanzar hasta los 50 grados, otro producido en la Zona Norte de mejor calidad que se denominó más tarde pisco un destilado de alrededor de 70°, pero que se rebaja a un nivel de entre 30° y 50° por medio de la adición de agua desmineralizada.

#### Mediados delsigloXIX

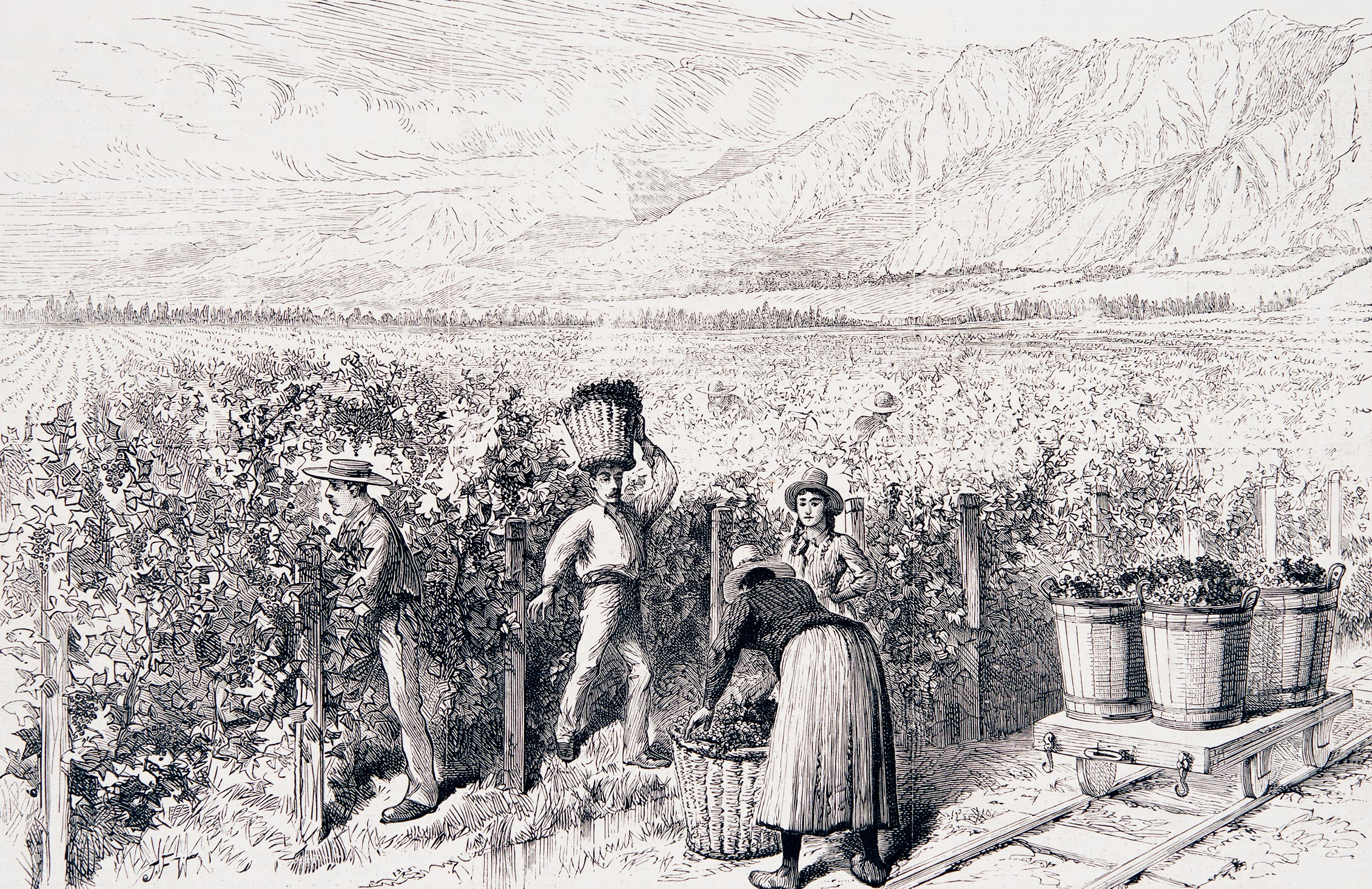
Los viñedos de Macul (ca. 1890).

En la época de la colonia e Independencia y hasta mediados del siglo XIX los vinos más afamados de Chile  provenían del Norte Chico de Chile y al del sur  del entonces Corregimiento de La Concepción y del Valle del Itata, una reputación que parece explicarse principalmente por el menor rendimiento de las vides. Sobre esto último, Claudio Gay señala que mientras en Chillán seis vides en toda producción daban un galón de mosto, en Santiago daban seis y en Aconcagua ocho. Este mayor rendimiento se lograba con más riego; en cambio las viñas del sur eran de rulo.
Lo mismo opinaba el agente estadounidense Teodorico Bland, quien calificaba los procesos para preparar el vino de "groseros, toscos y malos", sin perjuicio de rescatar "un excelente vino fabricado con esmero en Penco, cerca de Concepción y otros vinos preparados cerca de Coquimbo". Cabe mencionar que los vinos producidos en la Zona Central de Chile en aquel entonces eran descaradamente adulterados con agua, ya que estos principalmente eran consumidos por el bajo pueblo, no así los de producidos en Concepción, Penco, y Coquimbo que eran los que consumía la elite.
A mediados del siglo XIX, y siendo ya Chile una república independiente, se comenzó a considerar al vino como una importante fuente de ingresos de exportación, y los gobiernos empezaron a preocuparse en desarrollar su calidad. Un técnico agrícola Francés , Claudio Gay, fue contratado para tal fin. Gay creó una estación experimental llamada Quinta Normal de Agricultura, que ya para 1850 tenía alrededor de 40 000 vides europeas de 70 distintos tipos plantadas en sus terrenos, las que fueron evaluadas científicamente.
El siguiente paso, la modernización en la producción de vino, fue dado por Silvestre Ochagavía, un diplomático de carrera, a quien algunos consideran como el padre de las Viñas chilenas modernas -el término Viña se refiere a una empresa vitivinícola-. Ochagavía viajó comisionado a Europa y contrató expertos franceses, quienes comenzaron en 1851, a reemplazar la cepa País por cepas Cabernet Sauvignon, Cot o Malbec, Merlot, Pinot, Riesling, Sauvignon Blanc y Semillón. El buen resultado motivó a otros empresarios a seguir el ejemplo: Maximiano Errázuriz, Luis Cousiño, José Tomás Urmeneta, Domingo Fernández Concha, Bonifacio Correa Albano y Melchor Concha y Toro, entre otros, fundaron sus respectivas Viñas e iniciaron una exitosa tradición que se proyecta hasta la actualidad. En 1879, Alberto Valdivieso inició la producción de vino espumoso, importando de la región de Champagne, cepas Chardonnay y Pinot Noir, así como elementos técnicos para producirlo.
En 1863 se detectó una plaga de filoxera en Francia, la que fue extendiéndose por Europa, destruyendo las cepas de calidad europeas. En 1873 apareció en California, en 1875 en Australia, y en 1880 en África del Sur, transformándose en una catástrofe de carácter mundial. Las cepas chilenas, sin embargo, se mantuvieron libres de la plaga y contribuyeron posteriormente, en gran medida, a la recuperación mundial de la industria vitivinícola. El período de bonanza que podría haber significado para Chile, al quedar como productor incólume, no fue aprovechado. La producción para exportación había estado orientada casi exclusivamente al mercado estadounidense y se hicieron algunos intentos para introducirla en el mercado Europeo, sin mayor éxito, lo que decidió a los productores nacionales a orientarla a otros países latinoamericanos, con mercados mucho más reducidos. 

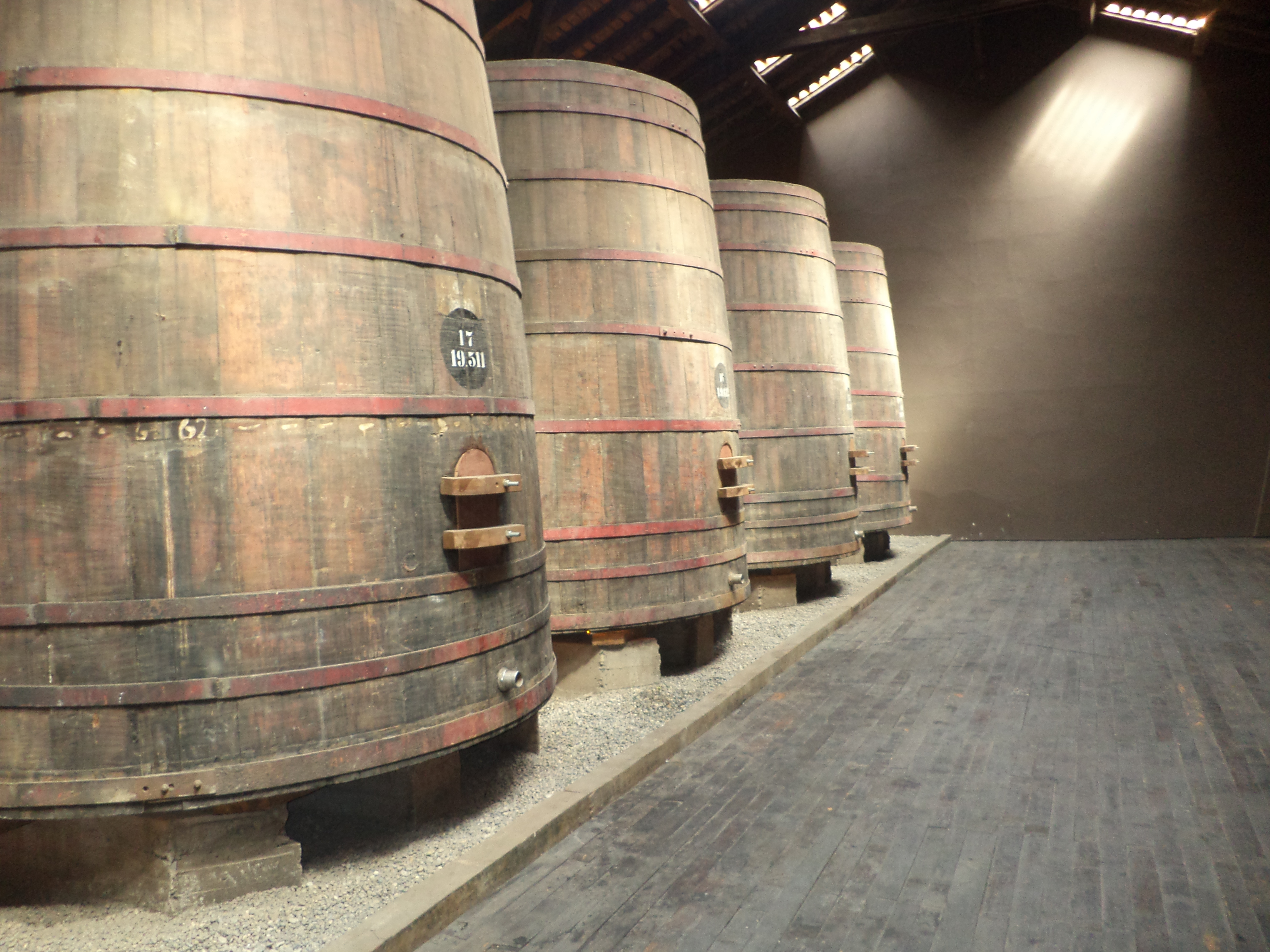
Bodega de la viña Santa Carolina Construida en 1877, actualmente Monumento Histórico Nacional

#### SigloXX
En 1902 el vino comenzó a ser tributado con altos impuestos, lo que desanimó la producción. Posteriormente la Ley Seca en Estados Unidos contribuyó también a la baja en la producción chilena de vinos de exportación. Entre 1938 y 1974 se prohibió la plantación de nuevas cepas y la importación de tecnología para la producción. Otro aspecto descuidado, fue la tardanza, por razones económicas, del uso de barricas hechas de roble. Se usaba la madera de raulí, una madera chilena de buena calidad, pero sin las especiales cualidades del roble.. Hay que señalar también, que la producción de vino de cepas País, suplían las demandas del mercado interno, siendo desde siempre muy populares en sus tipos pipeño y chicha.

### 1980
La producción de vinos finos para exportación vio su recuperación en la década de 1980, cuando productores mundiales reconocieron la calidad de las cepas chilenas y decidieron invertir en ellas. Empresas internacionales como Miguel Torres y Domecq de España, y Margaux y Lafite Rotschild de Francia se hicieron presentes, iniciándose la recuperación del decaído mercado exportador chileno. Modernas tecnologías reemplazaron las ya anticuadas instalaciones, sumadas a una regulación y legislación en la producción de vino, hicieron que Chile, a finales de la década, ocupara un lugar destacado entre los productores mundiales de vino

## Clasificación de los vinos

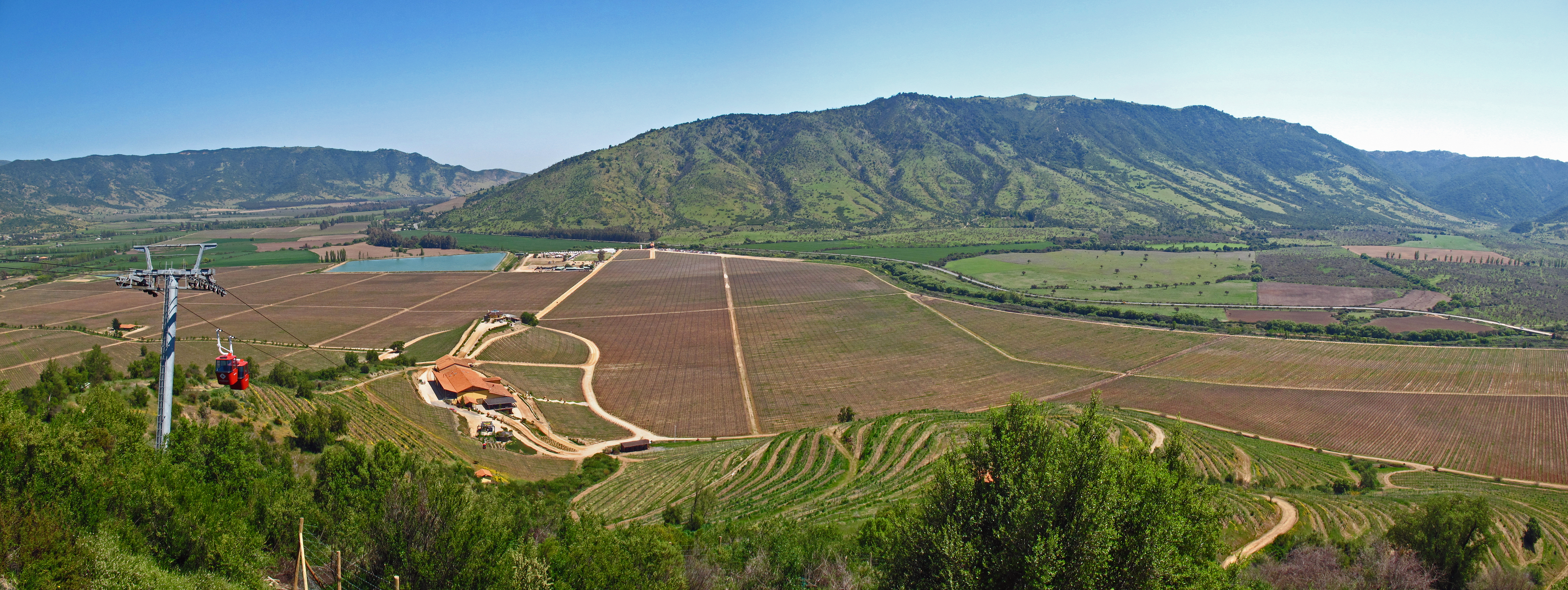
Vista panorámica de la viña Santa Cruz en el valle de Colchagua.

Según lo estipulado por el decreto 464 de 1995 del Ministerio de Agricultura, que estableció la zonificación vitícola del país y fijó las normas para su utilización, los vinos chilenos se clasifican en tres categorías: los vinos con denominación de origen, los vinos sin denominación de origen y los vinos de mesa, obtenidos a partir de uva de mesa. De acuerdo a su categoría, las etiquetas pueden mostrar menciones de zonificación, cepaje, año de cosecha y la expresión «embotellado en [origen]».
La zonificación distingue seis grandes regiones vitícolas —Atacama, Coquimbo, Aconcagua, Valle Central, Sur y Austral—, que a su vez se dividen en subregiones, zonas y áreas menores, pudiendo los vinos mostrar la denominación relevante siempre que al menos un 75 % de la uva utilizada para su elaboración proceda del lugar indicado.
Además, los vinos con denominación de origen pueden indicar el cepaje con que son producidos cuando este no sea inferior al 75 % y el año de cosecha bajo las mismas condiciones.

## Variedades de uvas
La uva Carménère fue considerado por mucho tiempo como posible cepa emblema de Chile, puesto que este país se le reconoce como el único lugar, donde esta variedad sobrevivió al ataque de la filoxera. La cepa Carménère se consideraba extinta, hasta que, a principios de la década de 1990, enólogos franceses, notoriamente el ampelógrafo Jean-Michel Boursiquot, percibieron que en Chile esta uva aún se cultivaba inadvertidamente, mezclada con pies de Merlot. El Carménère, también se encuentra plantado en Argentina, Italia, Croacia, y Estados Unidos.
No es la primera vez que en Chile una cepa se confunde con otra. A fines del siglo XIX, se introdujo en Chile el Cabernet Sauvignon y en la década de 1970, un grupo de enólogos descubrió que entre las cepas del Cabernet Sauvignon se encontraba mezclada otra cepa de origen francés: el Merlot. Fenómeno similar se presentó con la variedad Cabernet Franc en San Javier, siendo confundida durante más de un siglo, como Cabernet Sauvignon.

## Tipos de vino

### Vinos tintos
- Varietales de Cabernet Sauvignon, Carménère, Merlot, Pinot Noir, Syrah y país.

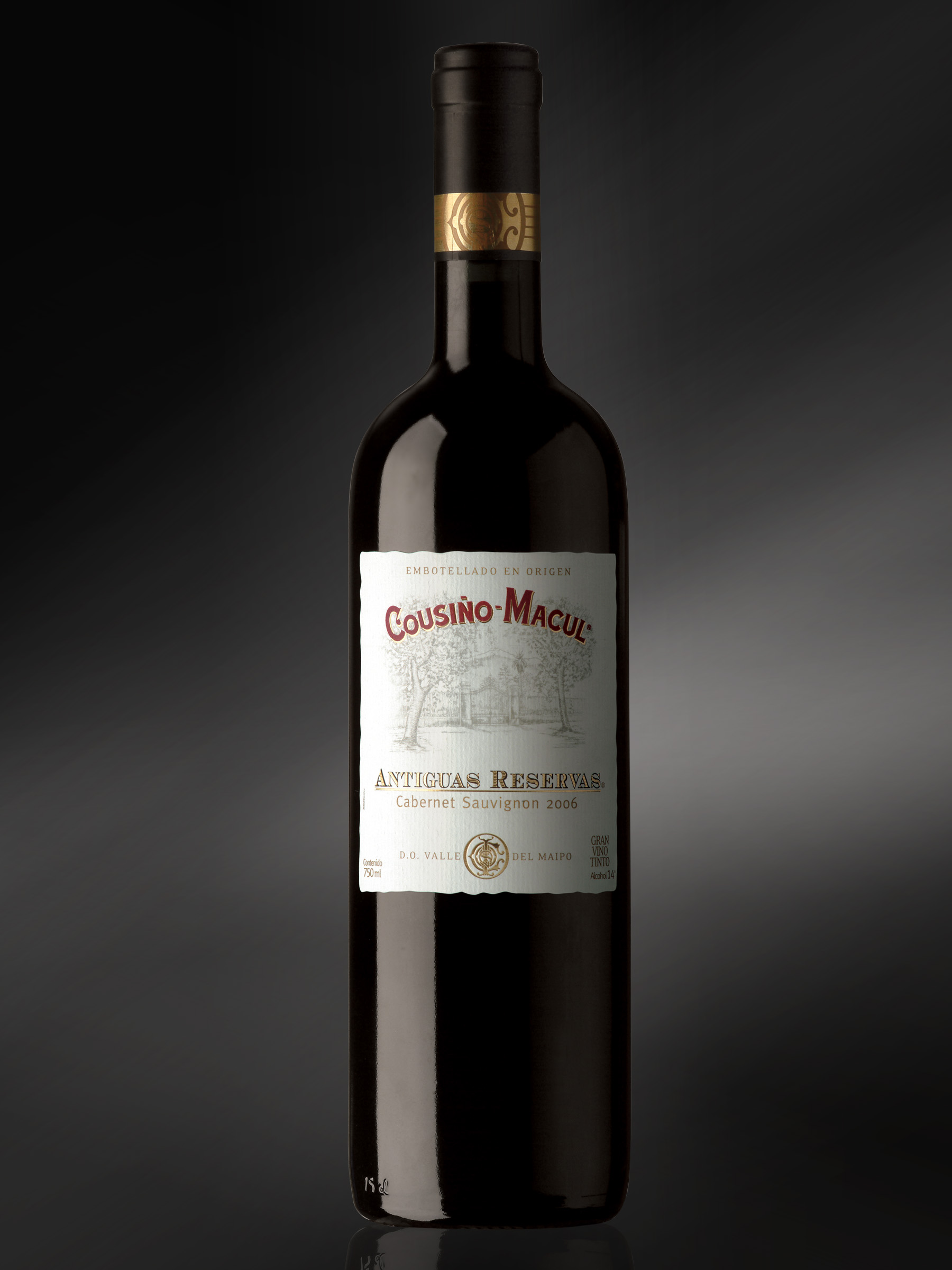
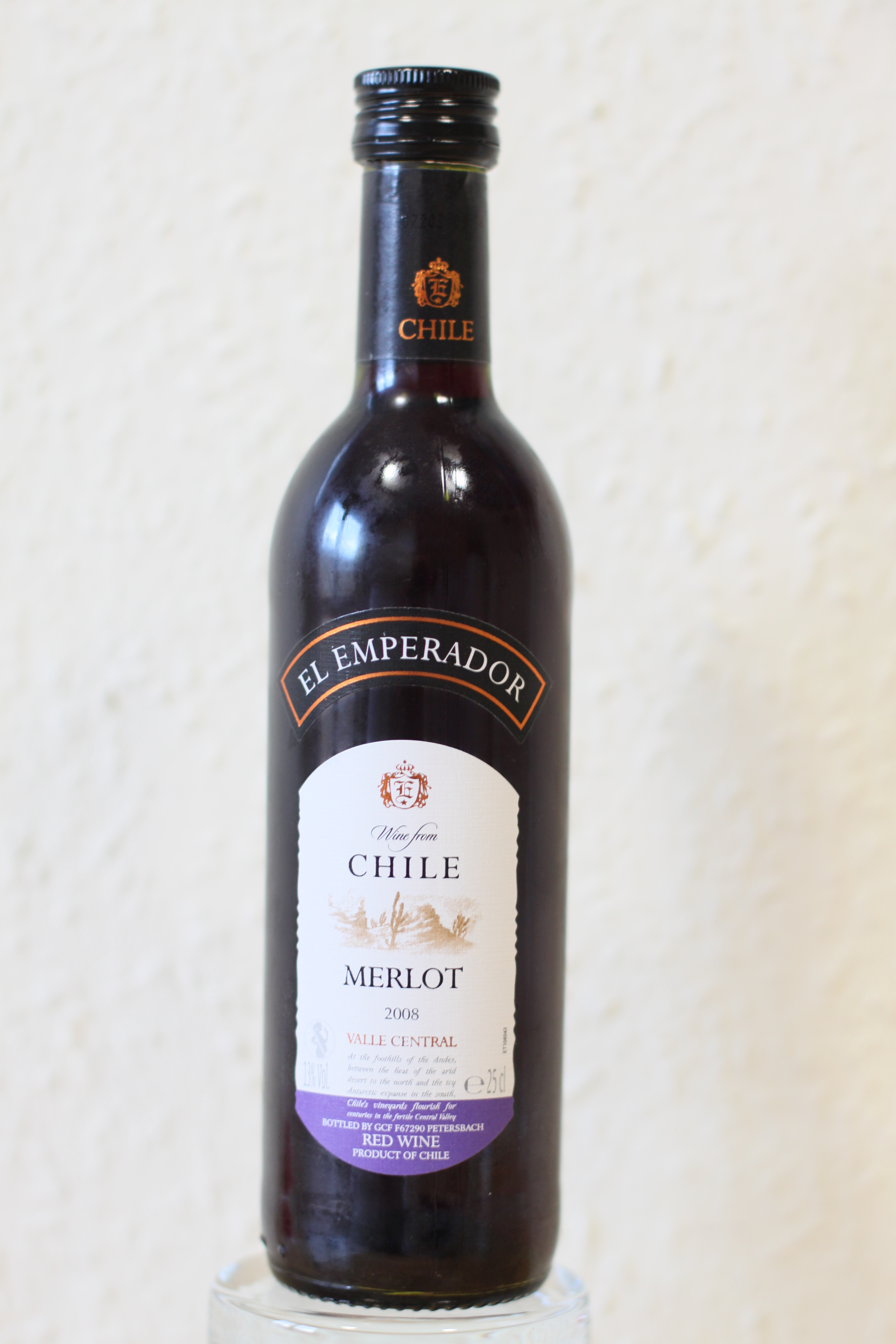
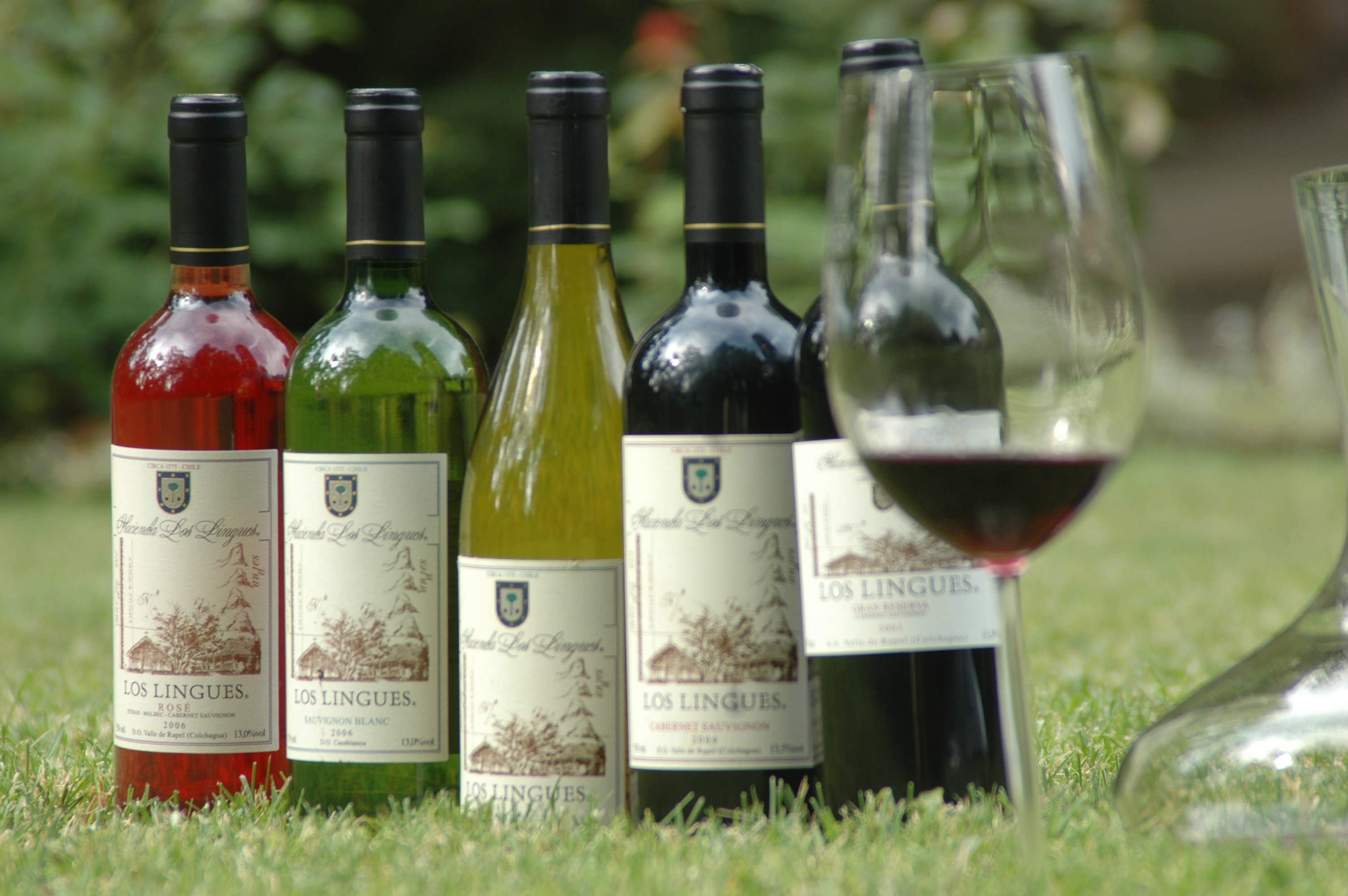
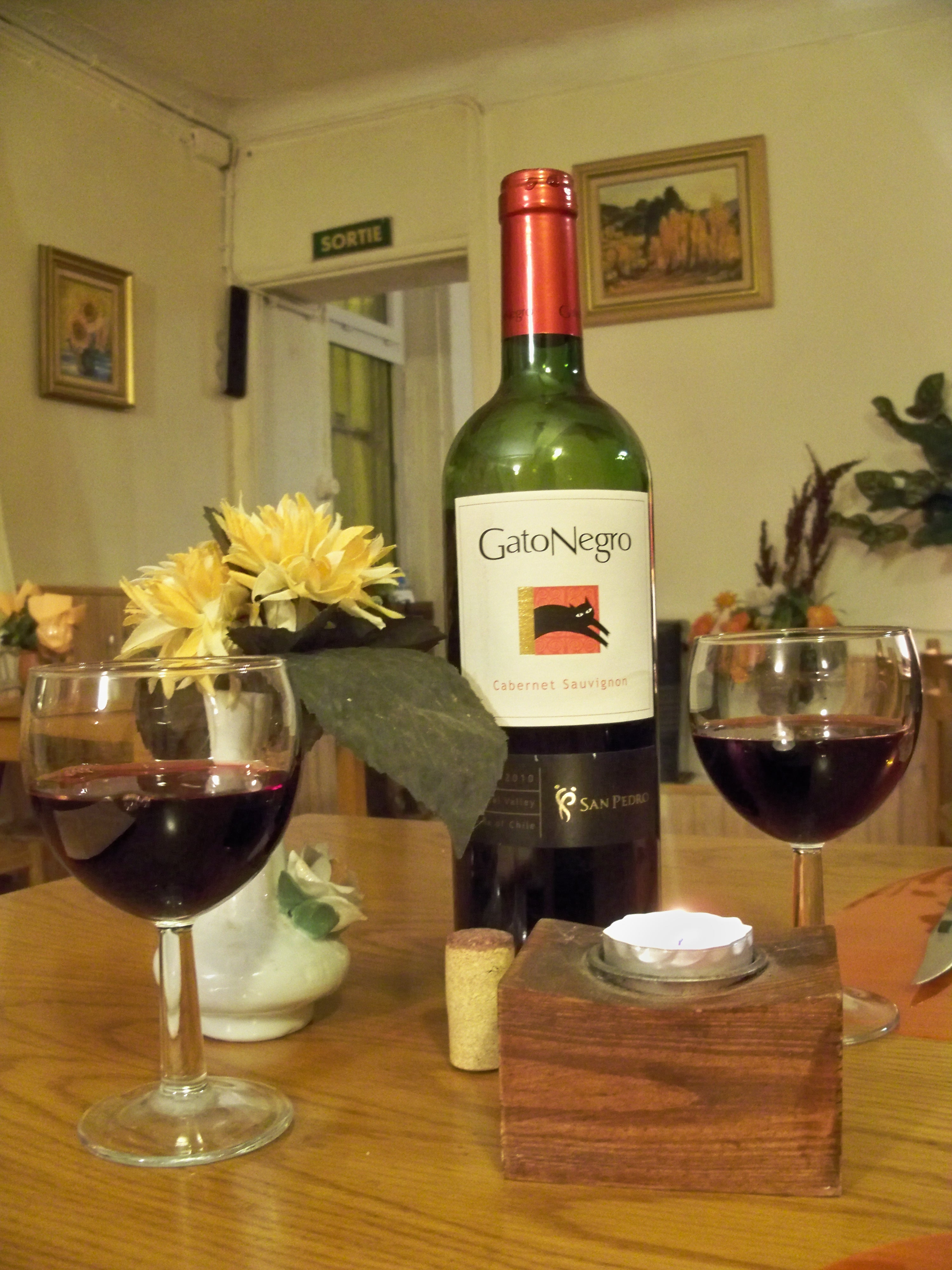
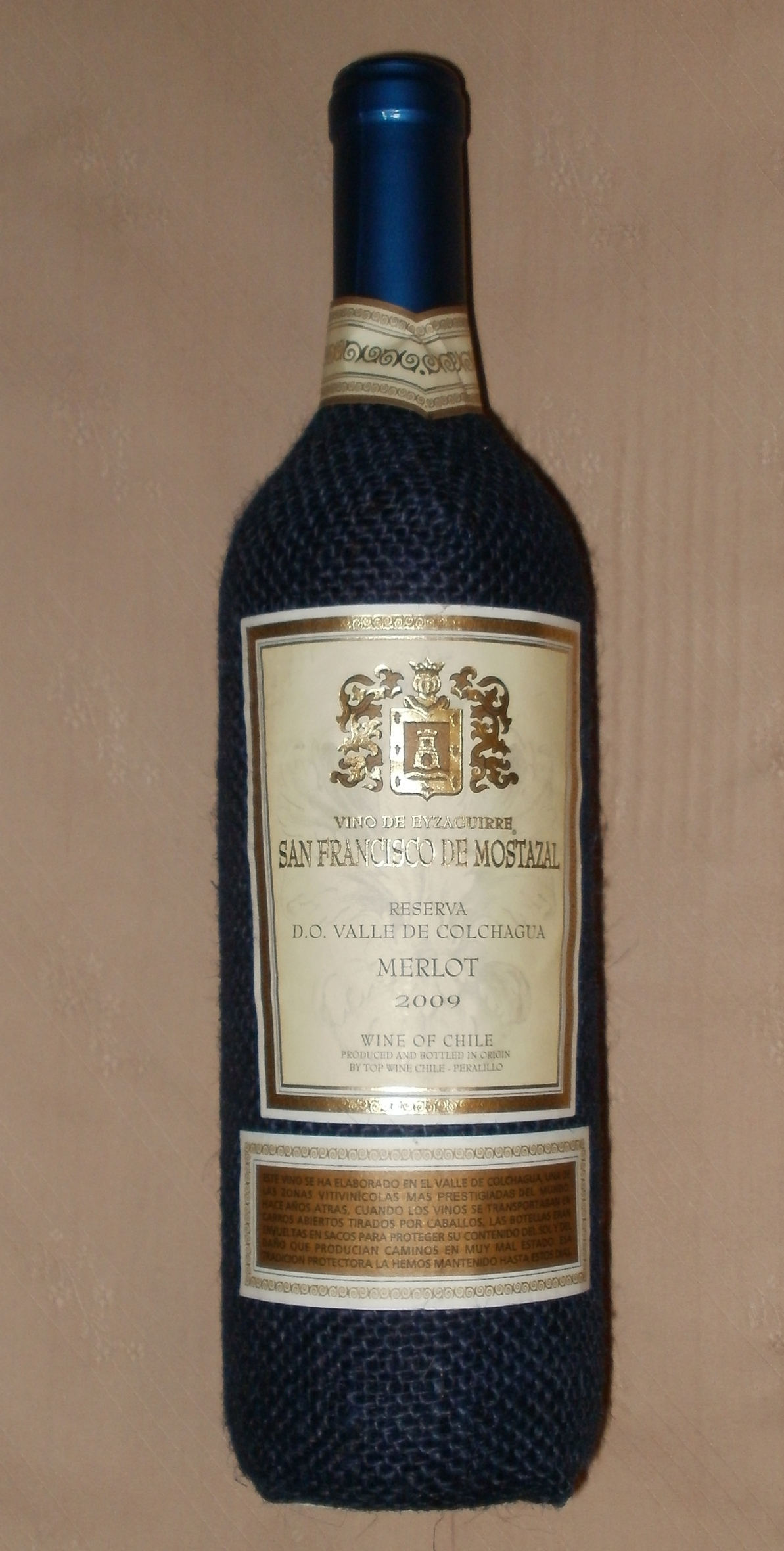
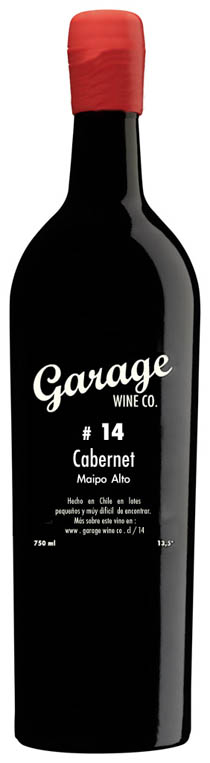
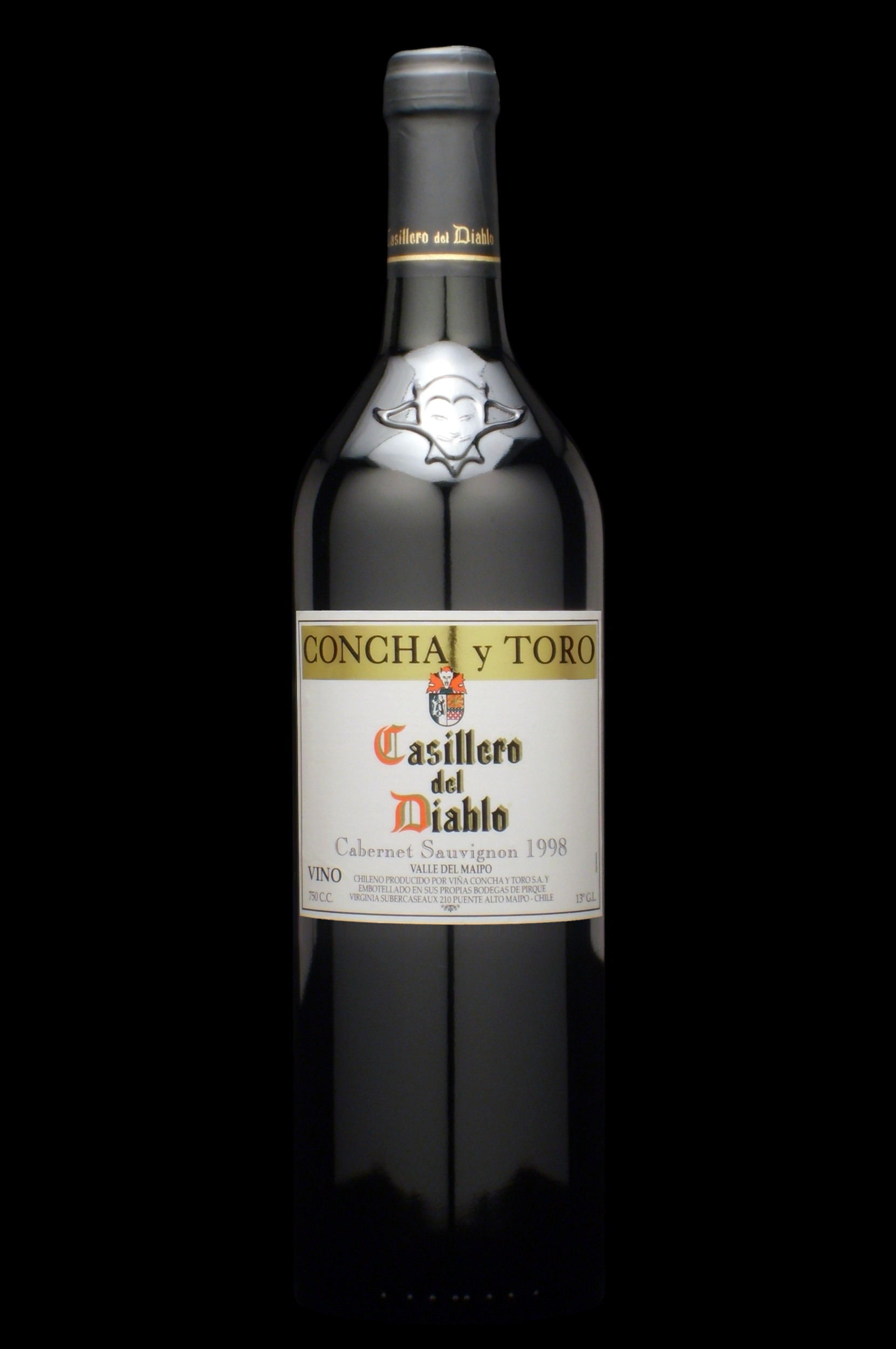
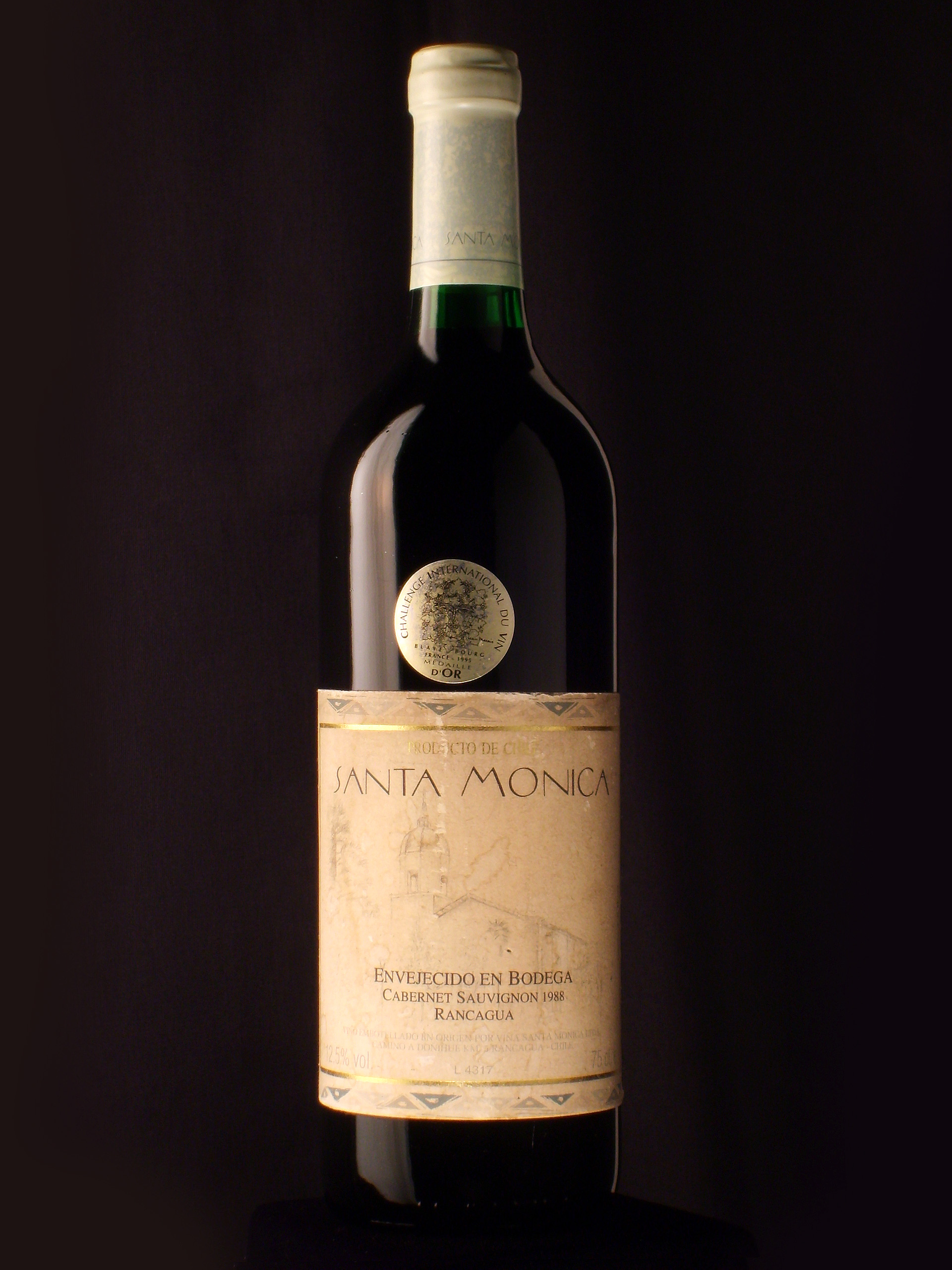
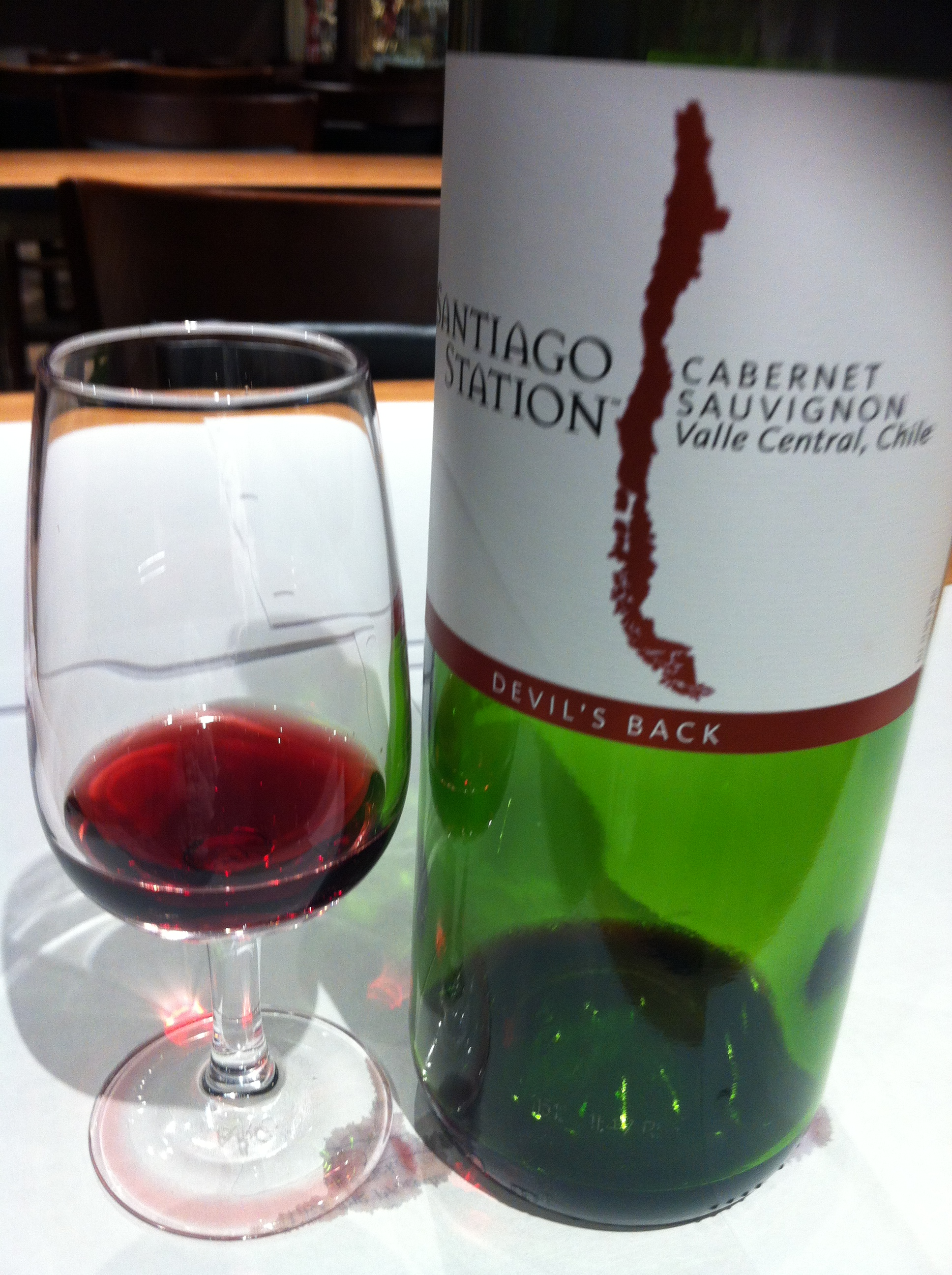

### Vinos blancos
- Varietales de Chardonnay, Gewürztraminer, Sauvignon Blanc, Semillon y Viognier, entre otras.

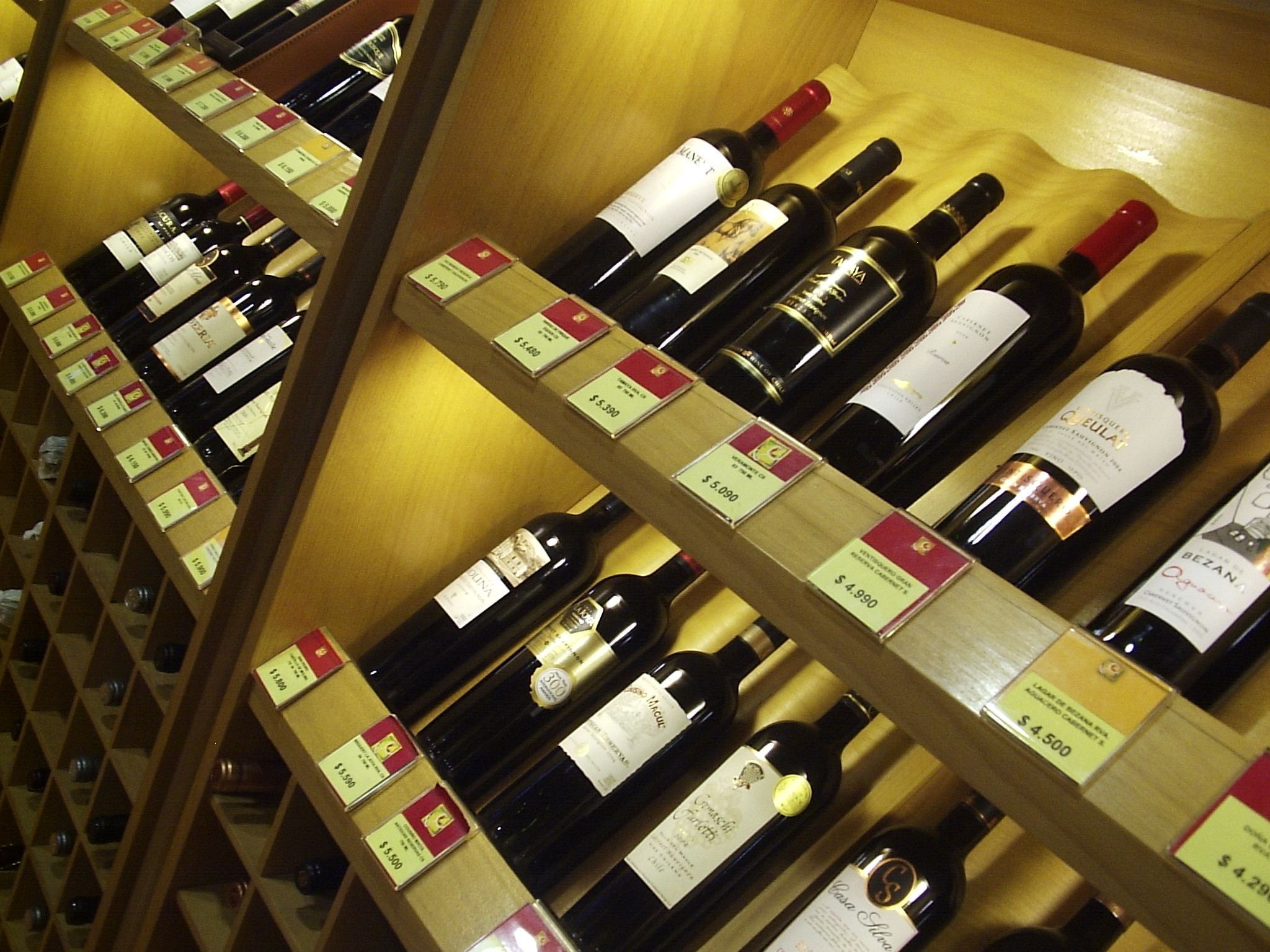
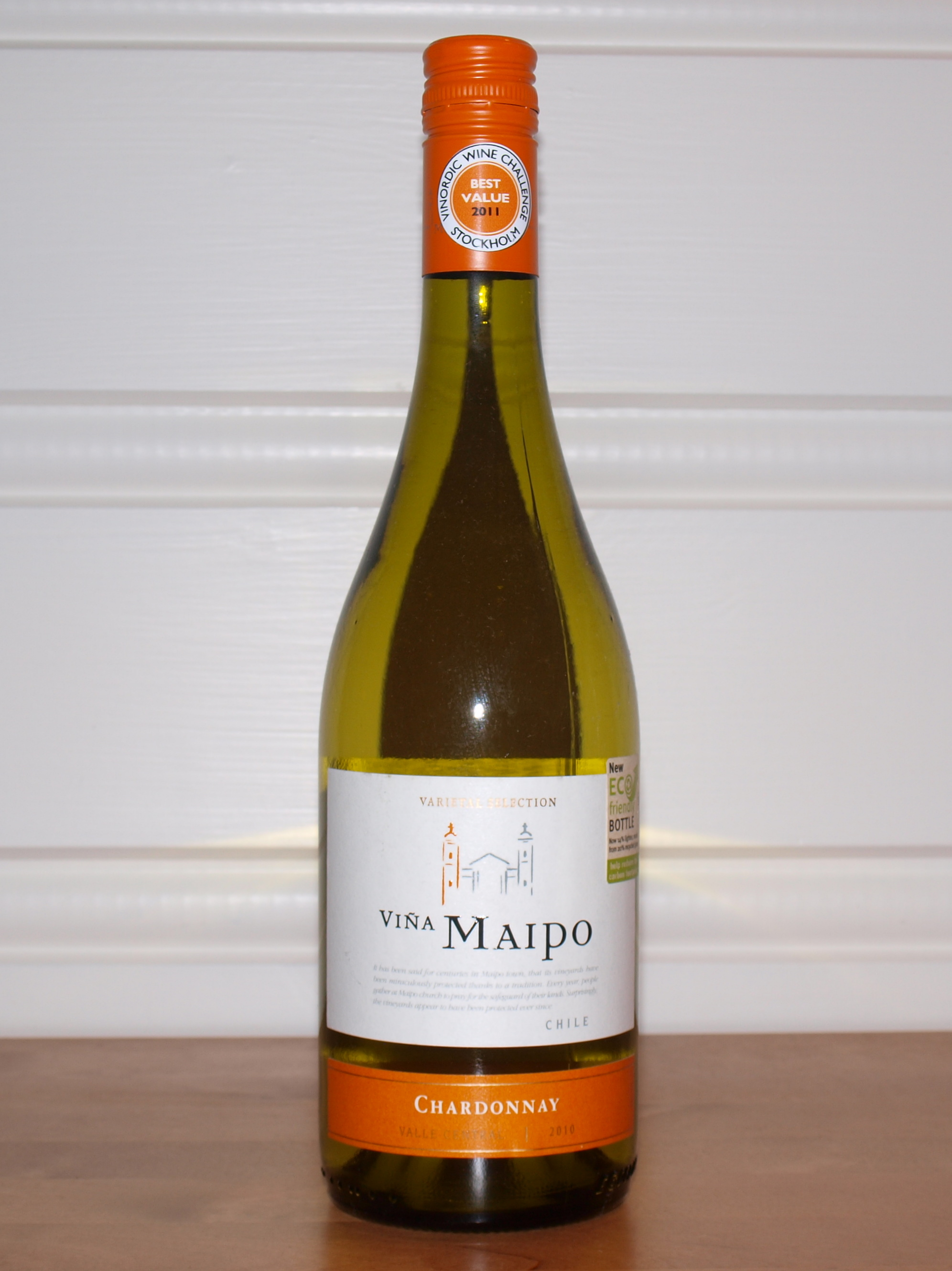

## Producción y exportación

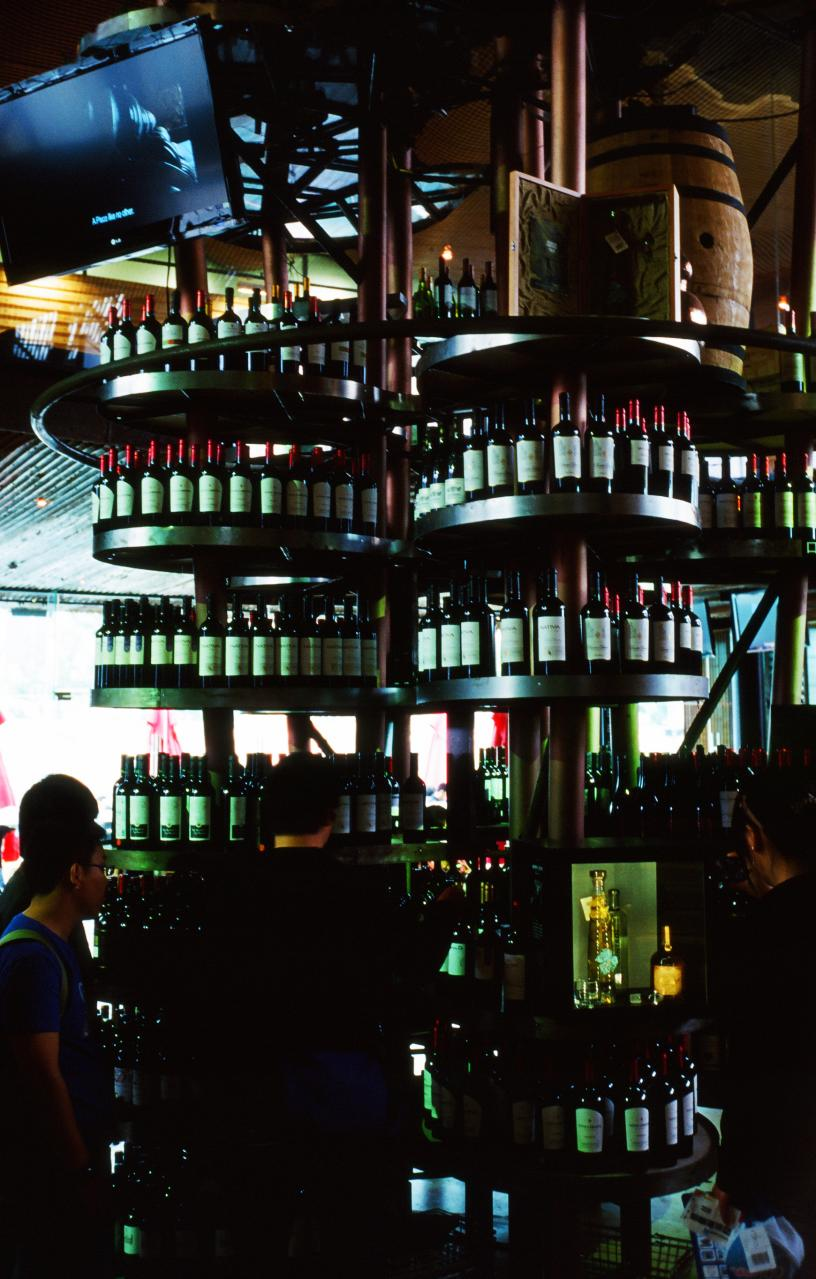
Vino chileno en pabellón Expo 2010.

En 2009 Chile ocupó el octavo lugar mundial en producción de vinos con 9 869 000 hectolitros, después de Italia, Francia, España, Estados Unidos, Argentina, China y Australia.
Las exportaciones de vino chileno se distribuyen en un 25 % a Estados Unidos y en un 55 % a Europa, siendo Gran Bretaña el principal destino europeo.
La producción de vinos en Chile se concentra mayoritariamente en las regiones de O'Higgins, del Maule y Metropolitana, totalizando el 92 % del total. La Región del Maule abarca el 47 % del total de la producción del país.

## La calidad del vino chileno

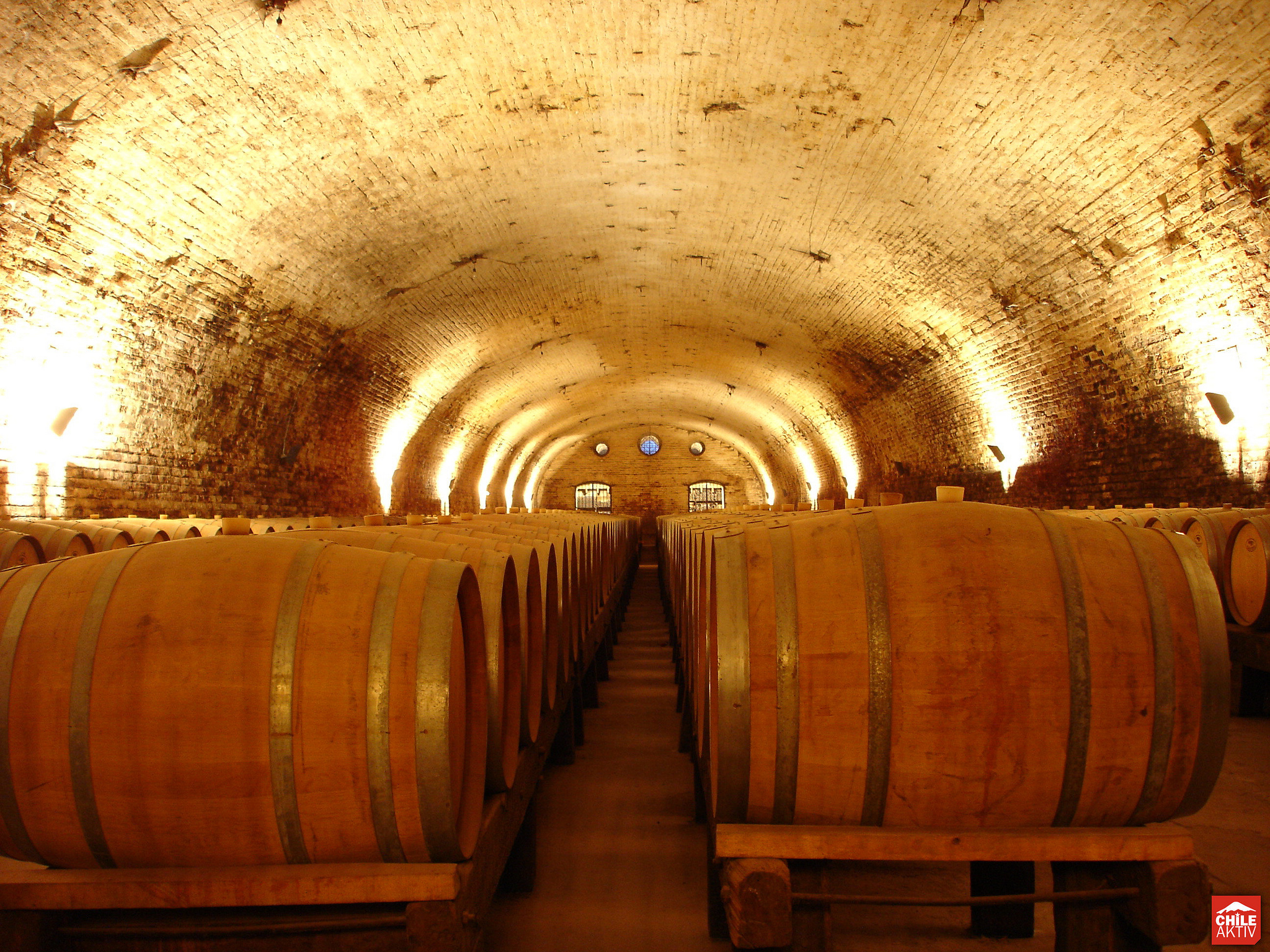
Bodega de maduración.

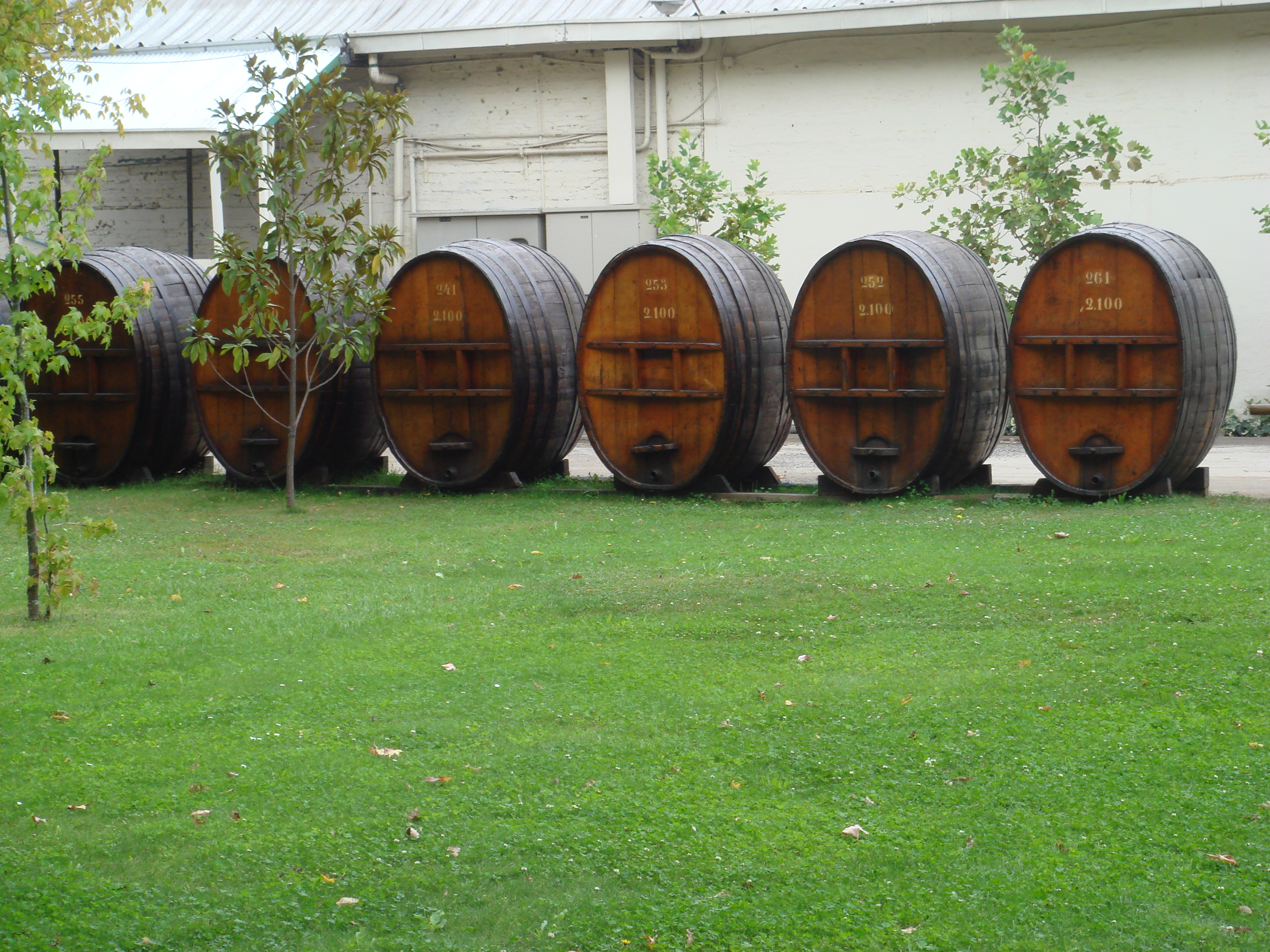
Antiguas barricas hechas de madera de raulí.

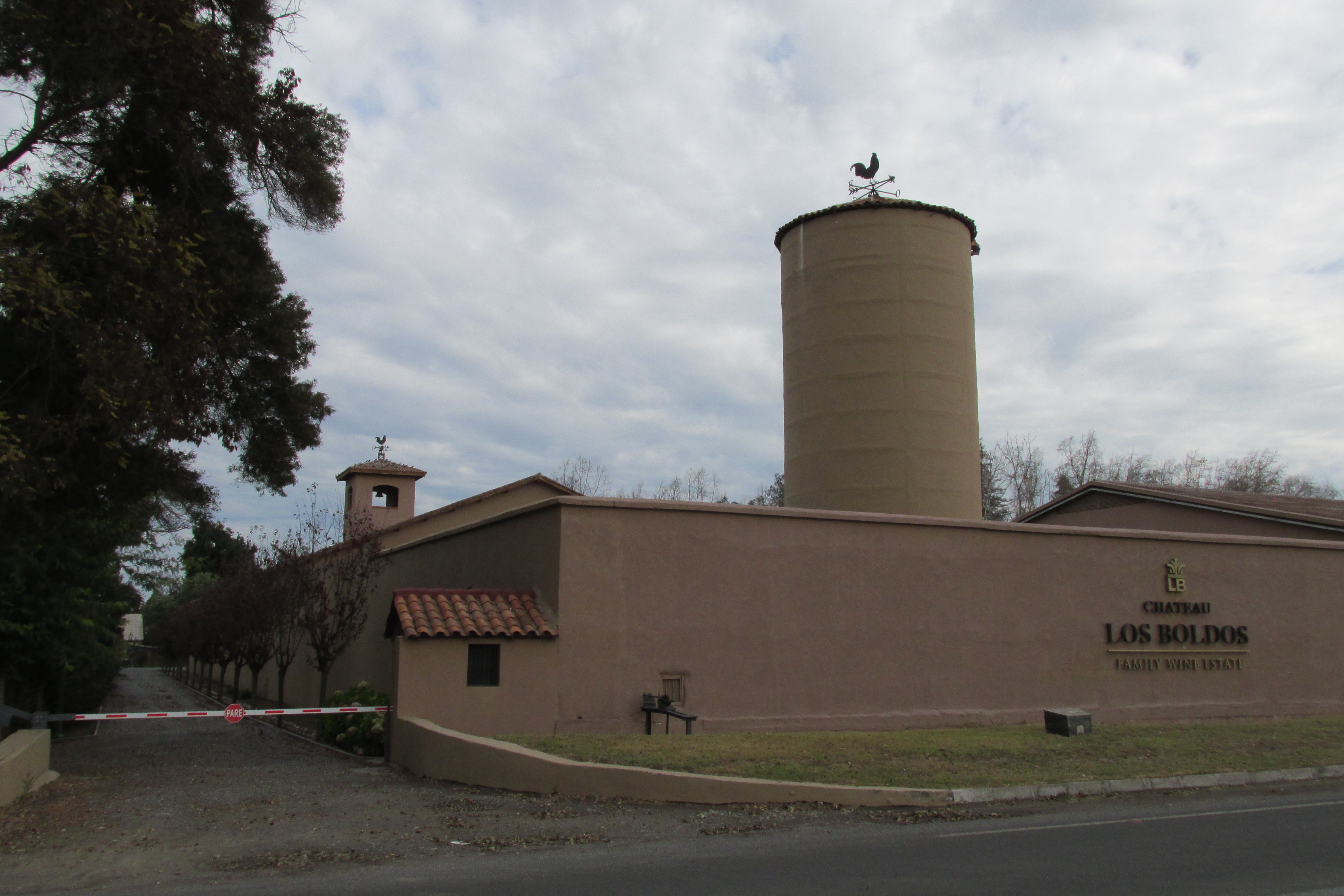
Viña Chateu Los Boldos ubicada en Requinoa

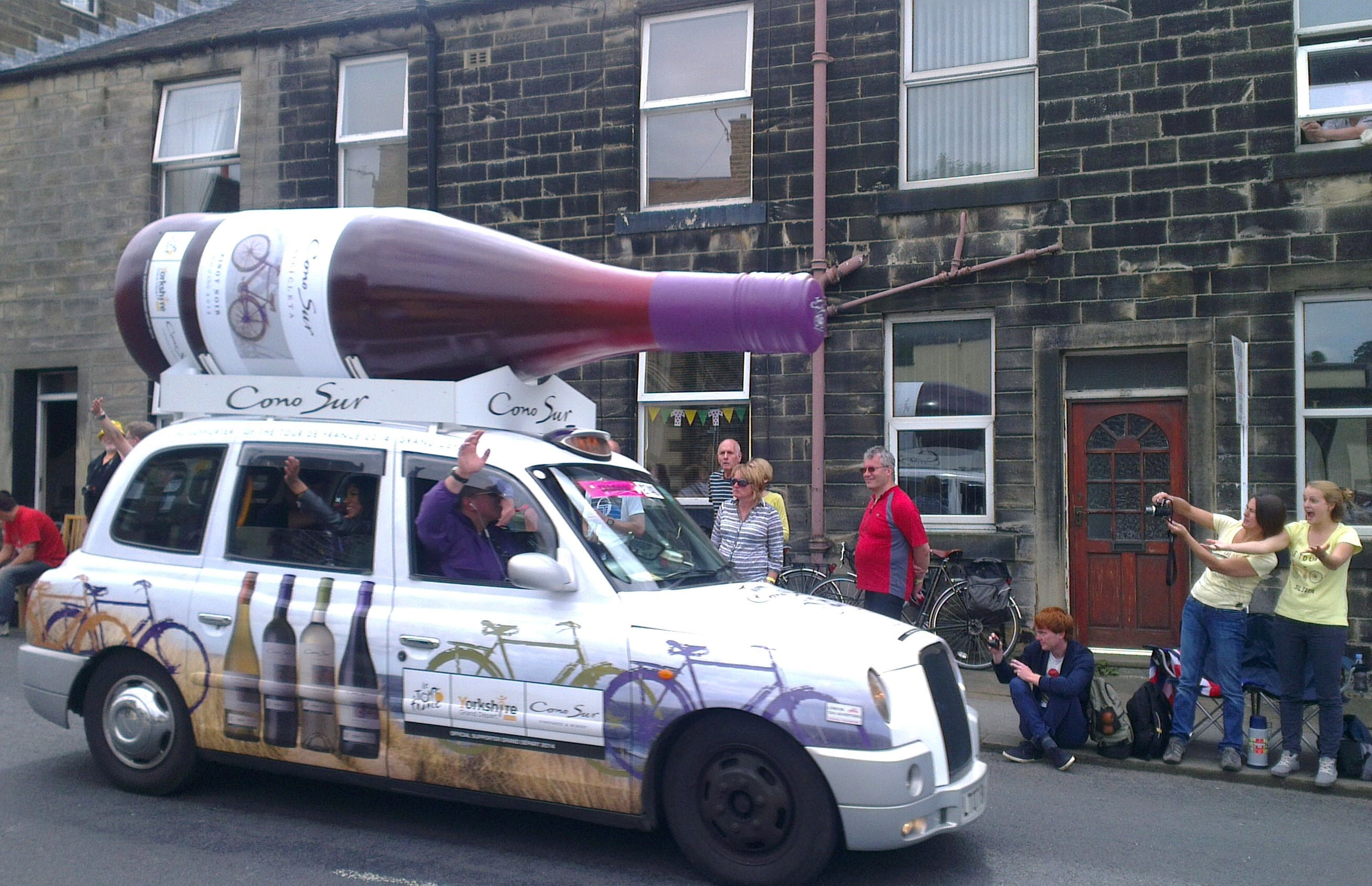
Vino Chileno promocionado en el Tour de Francia 2014

El vino chileno se ha caracterizado por una calidad excelente y constante, a un precio razonable, lo que lo ha posicionado como uno de los países vitivinícolas del Nuevo Mundo por excelencia.
La incorporación de tecnología ha permitido mejorar la calidad año tras año, lo que se ha traducido en mayores precios en el mercado internacional. Un factor determinante en la calidad del vino chileno es el clima mediterráneo, con estaciones bien marcadas, veranos secos, cálidos y con grandes variaciones de temperaturas entre el día y la noche, que puede alcanzar hasta 20 °C de diferencia. Los vinos blancos son descritos como frescos, fáciles de beber, frutosos y de adecuado equilibrio azúcar-acidez. En tanto los vinos tintos chilenos se distinguen por su color y su cuerpo. El Cabernet Sauvignon chileno sigue siendo destacado y valorado, aunque nuevas cepas —como el Syrah y el Carménère— ganan terreno.

## Bebidas populares derivadas del vino tradicional
A pesar de la gran calidad que Chile maneja en cuanto a la obtención de vinos, la cultura apreciativa recién ha tomado fuerza a inicios del siglo XXI, en gran medida debido al auge económico del país que permitió la llegada de buenos mostos al consumo masivo. Anteriormente la clase media y baja consumían vinos de baja calidad o de poco trabajo, por lo que había una tendencia a realizar mezclas, que con el pasar del tiempo han adoptado nombres propios y que el folclore nacional ha preservado junto a la imagen del huaso campesino asiduo a la bebida, como ejemplos tenemos:
- Bigoteado: vino compuesto por las sobras de otros vasos y jarras (que en forma anecdótica, antiguamente igual se vendía en algunos bares de poca categoría, a menor precio).
- Borgoña: Vino tinto mezclado con fruta trozada (generalmente chirimoyas, duraznos o frutillas), azúcar y hielo. Bebida típica de verano.
- Cacha floja: Es un trago con fama de aliviar los síntomas del resfrío, se prepara con 1 parte de vino blanco, 1 parte de cerveza, azúcar y bastante limón, también se puede agregar un poco de licor de cacao.
- Chicha de uva: Jugo de uvas dulces fermentado.
- Chimbombo: Mezcla de vino con jugo (natural o artificial) o solo vino de aproximadamente 4 a 6 litros de contenido por chuico o garrafa.
- Chupilca: Variante alcohólica del original llamado ulpo, que es una mezcla de harina de trigo tostada, miel y agua. El agua se reemplaza por vino tinto.
- Clery o Cleri: Versión del «borgoña» donde el vino tinto es reemplazado por vino blanco.
- Jote: Mezcla de vino tinto y bebida de cola.
- Melvin: Vino blanco escanciado en un melón abierto en uno de sus extremos y sin semillas. Se le puede adicionar un poco de azúcar y hielo.
- Navegado: Algunos llaman así al vino tinto «chambrea'o» (entibiado) (del francés chambré) con cáscara o tajadas de naranja en el recipiente. Hay otra versión que lleva, azúcar, canela, clavo de olor y tajadas finas de naranja, entibiado a baño María. Otros dan esta denominación a los vinos que eran llevados en las barcas por las islas del archipiélago de Chiloé para su comercio.
- Pipeño: Vino sin procesar proveniente de una pipa o (barrica).
- Ponche: Vino ligeramente mezclado con aguardiente de uva o hecho a base de vino y fruta.
- Terremoto: Vino blanco o pipeño con helado de piña, se decora con un poco granadina.
- Tropical: Mezcla de vino blanco con bebida de piña.
- Tsunami o Maremoto: Variante del «terremoto» donde la granadina es reemplazado por licor de menta.
- Vaina: Cóctel hecho a base de vino, coñac, cacao, yema de huevo y canela
- Vino de la casa: Es aquel sugerido al cliente por el restaurante o bar donde es atendido; antiguamente era producido por el mismo establecimiento, el dueño poseía una viña, y coincidía con un vino de buena calidad y de valor un poco elevado.

## Turismo
Debido al auge de la empresa vitivinícola en el país, en 1996 se formó en Santa Cruz, bajo la iniciativa de distintos empresarios vitivinícolas, «la Ruta del vino» con la idea de organizar y centralizar la operación del turismo en torno al vino. De hecho este valle fue considerado en 2011 como «el segundo mejor destino vitivinícola del mundo» después de la región de Alsacia (Francia), según la revista estadounidense Shermans Travel.[cita requerida] La Ruta del vino ofrece excursiones de día completo o de medio día por las viñas del valle de Colchagua.
Otro atractivo turístico era el «Tren del vino», que recorría las viñas, llegando hasta la ciudad de Santa Cruz, en la ruta del vino en Colchagua (actualmente, el tren no realiza el tur). Además, algo que se puede incluir en el recorrido, es la visita al Museo de Colchagua; próximamente está contemplado inaugurar el primer Museo del vino y del campo chileno.
Debido al éxito que ha tenido esta Ruta del vino de Colchagua, otros valles productores de vino han imitado la iniciativa, por lo que actualmente existen doce Rutas del vino en el país:

### Región vitícola de Coquimbo
- Ruta del Vino del Valle del Elqui
- Ruta del Vino del Valle del Limarí

### Región vitícola de Aconcagua
- Ruta del Vino del Valle del Aconcagua
- Ruta del Vino del Valle de Casablanca
- Ruta del Vino del Valle de San Antonio

### Región vitícola del Valle Central
- Ruta del Vino del Valle del Maipo
- Ruta del Vino del Valle del Cachapoal
- Ruta del Vino del Valle de Colchagua
- Ruta del Vino del Valle de Curicó
- Ruta del Vino del Valle del Maule

### Región vitícola del Sur
- Ruta del Vino del Valle de Itata

En el último tiempo, las numerosas viñas chilenas han dado una mayor connotación al enoturismo. Esta clase de turismo busca dar mayor reconocimiento a la marca de una viña a través de actividades de catas de vinos, recorrido de las plantaciones e instalaciones, para que de esta manera los turistas puedan conocer todo el proceso de producción del vino chileno.
«Cada vez son más los turistas que se interesan en conocer acerca del patrimonio vitivinícola chileno, su historia y procesos productivos, por lo mismo, se ha ido especializando la oferta turística en torno a esta temática», citando al director nacional (S) de Turismo, Daniel Pardo.
Otras actividades que atraen al turista son las diferentes fiestas de la vendimia que se desarrollan en las distintas ciudades de Chile, relacionadas con la vinicultura, estas fiestas de celebración de la cosecha de la uva, muestran algunas tradiciones del campo chileno, y se realizan generalmente en marzo y abril.
- Valle del Malleco ubicado a 550 km al sur de la capital, Santiago, es el Valle de desarrollo vitivinícola más reciente de Chile, produciendo Chardonnay y Pinot noir.